# Dolichomitus terebrans
Dolichomitus terebrans är en stekelart som först beskrevs av Julius Theodor Christian Ratzeburg 1844.  Dolichomitus terebrans ingår i släktet Dolichomitus och familjen brokparasitsteklar. Arten är reproducerande i Sverige. Utöver nominatformen finns också underarten D. t. nubilipennis.